# Zeg 'ns Aaa (2009)
Zeg 'ns Aaa is een Nederlandse televisieserie van RTL 4 uit 2009-2010, die een vervolg was op de serie uit 1981. De eerste serie Zeg 'ns Aaa liep van 1981 tot 1993 bij de VARA. Sommige personages, zoals Mien Dobbelsteen, Wiep Lansberg en Gert-Jan van der Ploeg, gespeeld door dezelfde acteurs, speelden ook een rol in de vervolgserie. Nieuwe namen in de serie waren Ellen Pieters als Miens nichtje Priscilla, en Job Bovelander als de zoon van Gert-Jan van der Ploeg en Pien.
De eerste uitzending was op 7 maart 2009 en werd door 2.034.000 mensen bekeken. Gedurende de serie daalden de kijkcijfers voortdurend. De laatste aflevering werd door slechts 662.000 mensen bekeken.

## Rolverdeling
| Personage                | Acteur/actrice   |
| ------------------------ | ---------------- |
| Mien Dobbelsteen-Kalkman | Carry Tefsen     |
| Gert-Jan van der Ploeg   | Hans Cornelissen |
| Wiep Lansberg            | Kiki Classen     |
| Pim van der Ploeg        | Job Bovelander   |
| Priscilla Kalkman        | Ellen Pieters    |
| Nel Kalkman              | Coby Timp        |

## De geschrapte aflevering
Voor 2 mei 2009 stond een speciale Koninginnedagaflevering gepland. Hierin zou prinses Máxima het spreekuur van de dokter bezoeken. Deze werd echter niet uitgezonden in verband met de aanslag in Apeldoorn. In plaats van deze aflevering werd de aflevering uitgezonden waarin de moeder van Gert-Jan, Lydie van der Ploeg, terugkomt. De geschrapte aflevering werd alsnog uitgezonden op 29 april 2010.

## Gastrollen

### Aflevering 1
- Winston Gerschtanowitz - Winston Gerschtanowitz
- Peggy Jane de Schepper - Mimi van Ravenstein
- Metta Gramberg - Claire van Opheusden
- Nina van Koppen - Miranda
- Gaby Blaaser - Angelique

### Aflevering 2: Café Het Bolwerk
- Ria Valk - Annie Kalkman
- Dick Rienstra - Johannes van Herweynen
- Metta Gramberg - Claire van Opheusden
- Gaby Blaaser - Angelique
- Arie Cupe - Nelis
- Duck Jetten - Raatje
- Ricardo Blei - Bloemist

### Aflevering 3: D'r voor gaan
- Metta Gramberg - Claire van Opheusden
- Frans Mulder - Harold van Opheusden
- Peggy Jane de Schepper - Mimi van Ravenstein
- Gaby Blaaser - Angelique
- Dick Rienstra - Johannes van Herweynen
- Pierre Wind - Pierre Wind

### Aflevering 4: Het aantal wachtenden voor u is nog...
- Gaby Blaaser - Angelique
- Chiem van Houweninge - Willem Knottermans
- Joop Wittermans - Léon van Zuylen
- Dick Rienstra - Johannes van Herweynen
- Jeremy Sno - Ray Bos
- Duck Jetten - Raatje
- Arie Cupe - Nelis

### Aflevering 5: Het Rode Kruis Gala
- Chiem van Houweninge - Willem Knottermans
- Dick Rienstra - Johannes van Herweynen
- Jeremy Sno - Ray Bos
- Guus Dam - Wouter Schuitemaker
- Bente Jonker - Annelies Kerkhoff
- Peter van Aar - Dokter van Amerongen
- Jeroen Rienks - Dokter Verkerk
- Mark van der Laan - Fred

### Aflevering 6: Bijles
- Anouk van Nes - Viola van den Oever
- Monique Rosier - Pien van der Ploeg
- Joop Wittermans - Léon van Zuylen
- Gaby Blaaser - Angelique

### Aflevering 7: De vondeling
- Metta Gramberg - Claire van Opheusden
- Dennis van der Geest - Dennis van der Geest
- Abdenbi Azzaoui - Bouassa
- Arie Cupé - Nelis
- Sen van den Ende - Baby Mohammed
- Duck Jetten - Raatje
- Ingmar Loof - Sportman
- Hugo Metsers - Joop
- Winnie Roseval - Soemaja

Opmerking: De verhaallijn van deze aflevering is bijna gelijk aan de theatervoorstelling van Zeg 'ns Aaa die in 2007 en 2008 in Nederland in het theater te zien was.

### Aflevering 8: De vondeling slot
- Abdenbi Azzaoui - Bouassa
- Arie Cupé - Nelis
- Guus Dam - Agent Schuitemaker
- Sen van den Ende - Baby Mohammed
- Duck Jetten - Raatje
- Ingmar Loof - Sportman
- Hugo Metsers - Joop
- Winnie Roseval - Soemaja
- Dennis van der Geest - Dennis van der Geest

### Aflevering 9: Koninginnedag
- Ellen Pieters - Prinses Máxima
- Arie Cupé - Nelis
- Duck Jetten - Raatje
- Metta Gramberg - Claire van Opheusden

### Aflevering 10: De echte dokter
- Sjoukje Hooymaayer - Dokter Lydie van der Ploeg
- Winnie Roseval - Soemaja
- Abdenbi Azzaoui - Bouassa
- Sen van den Ende - Baby Mohammed
- Monique Rosier - Pien van der Ploeg

### Aflevering 11
- René Froger - zwerver Robin aan de wiel
- Pierre Bokma - Lucas Bender
- Arie Cupé - Nelis
- Duck Jetten - Raatje
- Hugo Konings - Tasjesdief
- Joop Wittermans - Leon van Zuylen

### Aflevering 12
- Metta Gramberg - Claire van Opheusden
- Hugo Metsers - Joop
- Frans Mulder - Harold van Opheusden

### Aflevering 13
- Gaby Blaaser - Angelique
- Nienke Brinkhuis - Brenda de Beer
- Arie Cupè - Nelis
- Nina van Koppen - Miranda